# Drive By
"Drive By" é uma canção da banda americana de rock Train, lançado nos Estados Unidos para o sexto álbum de estúdio, California 37 em 10 de janeiro de 2012 no iTunes. A canção é composta por Espen Lind, Amund Bjørklund e Pat Monahan

## Faixas
| Download digital |            |         |  |
| N.º              | Título     | Duração |  |
| 1.               | "Drive By" | 3:16    |  |

## Posições e certificações

### Posições
| País — Tabela musical (2012)                  | Posição de pico |
| --------------------------------------------- | --------------- |
| Austrália (ARIA)                              | 13              |
| Áustria (Ö3 Austria Top 75)                   | 5               |
| Bélgica (Ultratip Bubbling Under de Flandres) | 21              |
| Bélgica (Ultratip Bubbling Under da Valônia)  | 29              |
| Canadá (Canadian Hot 100)                     | 11              |
| Croácia — Airplay Radio Chart                 | 9               |
| República Checa (Rádio Top 100)               | 2               |
| Dinamarca (Hitlisten)                         | 5               |
| Espanha — Promusicae                          | 2               |
| Finlândia — Suomen virallinen lista           | 3               |
| França — French Singles Chart                 | 31              |
| Hungria (Rádiós Top 40)                       | 1               |
| Irlanda — Irish Singles Chart                 | 8               |
| Itália (FIMI)                                 | 3               |
| Países Baixos (Single Top 100)                | 4               |
| Nova Zelândia (Recorded Music NZ)             | 3               |
| Eslováquia (Rádio Top 100)                    | 2               |
| Suécia (Sverigetopplistan)                    | 3               |
| Suíça (Schweizer Hitparade)                   | 1               |
| Reino Unido (UK Singles Chart)                | 6               |
| Estados Unidos — Billboard Hot 100            | 10              |
| Estados Unidos — Billboard Pop Songs          | 12              |
| Estados Unidos — Billboard Rock Songs         | 40              |
| Estados Unidos — Billboard Adult Pop Songs    | 2               |
| Estados Unidos — Billboard Adult Contemporary | 1               |

### Certificações
| País — Certificador   | Certificação (limiares de vendas) |
| --------------------- | --------------------------------- |
| Alemanha — BVMI       | Ouro                              |
| Austrália — ARIA      | 2× Platina                        |
| Canadá — Music Canada | 3× Platina                        |
| Dinamarca — IFPI      | Ouro                              |
| Nova Zelândia — RIANZ | Platina                           |
| Reino Unido — BPI     | Platina                           |
| Estados Unidos — RIAA | 4× Platina                        |

## Histórico de lançamento
| País           | Data                  | Formato          | Gravadora        |
| -------------- | --------------------- | ---------------- | ---------------- |
| Estados Unidos | 10 de janeiro de 2012 | Download digital | Columbia Records |
| Brasil         | 10 de janeiro de 2012 | Download digital | Columbia Records |